# Światowy Zlot Harcerstwa Polskiego „Gniezno 2000”

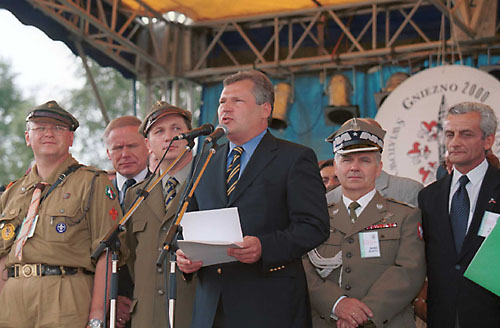
Przemówienie prezydenta Aleksandra Kwaśniewskiego podczas inauguracji Zlotu

Światowy Zlot Harcerstwa Polskiego „Gniezno 2000” – zlot harcerski, zorganizowany przez Związek Harcerstwa Polskiego w dniach 3-12 sierpnia 2000, na terenie lotniska wojskowego w Bednarach – w połowie drogi między Poznaniem a Gnieznem. Celem zlotu było uczczenie 1000. rocznicy zjazdu gnieźnieńskiego oraz 90. rocznicy powstania harcerstwa. Zlot odbył się pod hasłem Ku przyszłości.
W zlocie wzięło udział 9,5 tys. harcerzy z kraju oraz z zagranicy. 
W inauguracji zlotu uczestniczył prezydent Rzeczypospolitej Polskiej Aleksander Kwaśniewski – protektor Związku Harcerstwa Polskiego.
Komendantem zlotu był hm. Jacek Smura.